# Burebista
Burebista (che gli autori greci hanno tramandato col nome di Byrebistas) (82 a.C. circa – 44 a.C.) fu il più grande sovrano della Dacia, sulla quale regnò dal 70 al 44 a.C.. Nacque e morì in Dacia.

## Biografia
Burebista unificò i popoli della Dacia (dall'odierna Moravia al fiume Bug, dai Carpazi a Dionisopoli), scegliendo come sua capitale (chiamata Argedava o Sargedava) un qualche luogo nei pressi di Costești, nei monti Orăştie in Romania sud-occidentale.
Egli riuscì infatti ad unificare le tribù daciche, dando vita ad una società che occupava un territorio molto vasto, compreso tra il medio corso del Danubio e i Balcani. Questo regno che si andò a costituire rappresentò una minaccia per la Repubblica romana che a quel tempo aveva occupato la Macedonia.
Il centro spirituale e religioso del suo regno era Kogaion (o Kagaion, cioè la montagna sacra), secondo Strabone, che andrebbe localizzata nei monti Bucegi. Secondo i Getica di Giordane, il sacerdote più importante nonché consigliere del re, era Deceneo, che aveva "quasi poteri regali" e che insegnò ai Daci le leggi, l'etica e la scienza fisica e astronomica.
A sud del fiume Danubio, il proconsole della provincia romana della Macedonia, il generale Marco Terenzio Varrone Lucullo, durante la guerra contro Mitridate VI del Ponto (74 a.C.-72 a.C.) occupò le città greche sulla costa del Mar Nero, da Apollonia al delta del Danubio. Gli abitanti di queste città chiesero allora l'aiuto di Burebista, che nei pressi di Istria sconfisse l'esercito di Gaio Antonio Ibrida. Così le città greche di Tomi, Callati, Dionisopoli e Apollonia accettarono di entrare a far parte dei domini del re dei daci. Burebista continuò poi le sue incursioni nella regione, conquistando la celtica Aliobrix (Cartal, Bessarabia meridionale, nell'odierna Ucraina), Tira e Odessa e distruggendo Olbia.
Nel 48 a.C., Burebista si inserì nella guerra civile tra Cesare e Pompeo, alleandosi con quest'ultimo. Tre anni dopo, però, Cesare sconfisse Pompeo e pianificò un attacco punitivo contro Burebista, ma fu assassinato in Senato il (15 marzo del 44 a.C.) prima della battaglia decisiva.
Poco dopo anche Burebista morì assassinato.

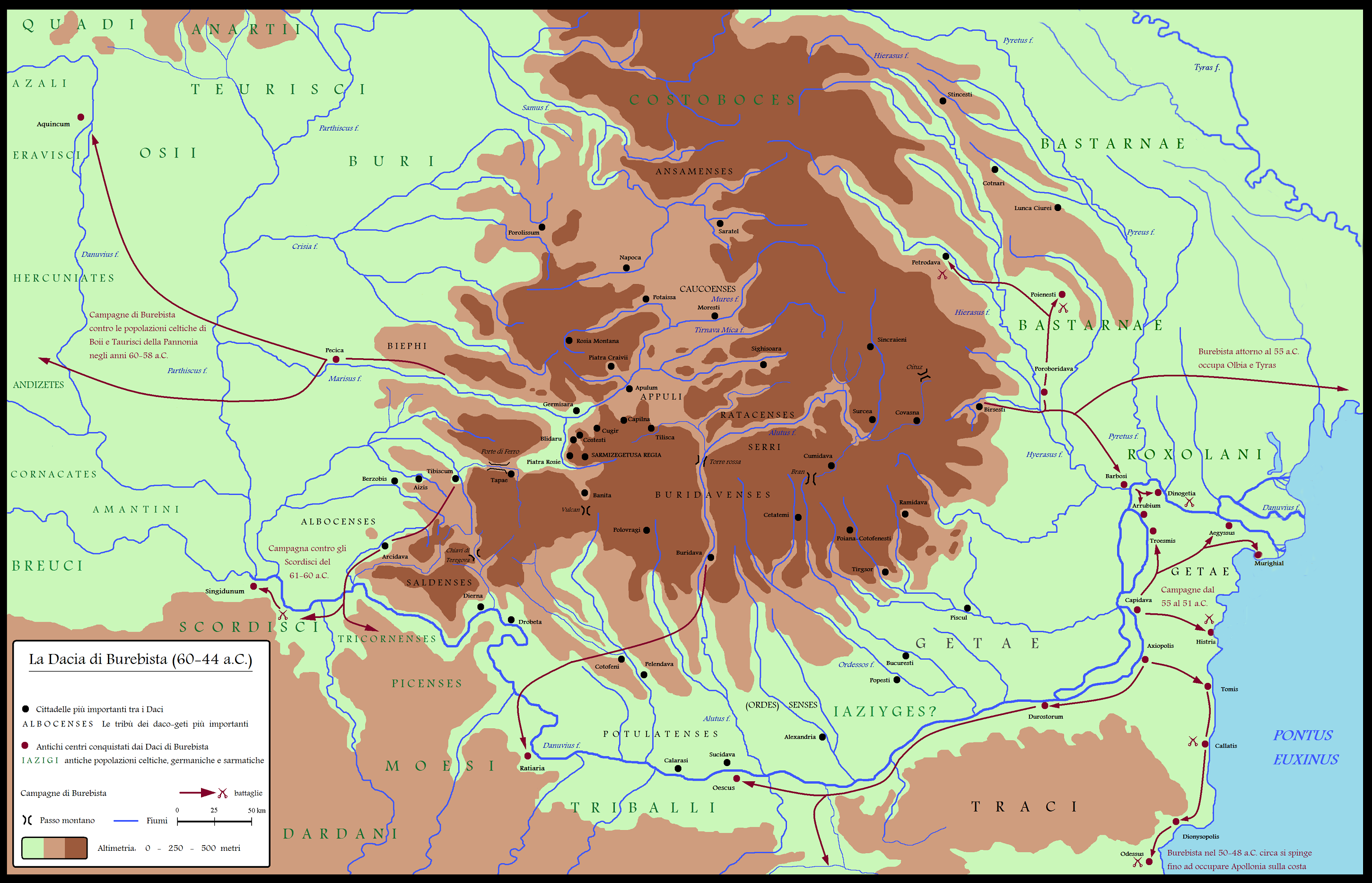
La Dacia di Burebista (60-44 a.C.)

## Epigoni
Alla morte di Burebista si dissolse anche l'unità del suo regno, diviso fra quattro – o forse cinque – epigoni, la cui consistenza storica è poco più che una pallida «ombra»: Coson, Cotisone e Comosico si insediarono nella parte sud-occidentale del regno, mentre a Dicomes spettò la parte sud-orientale.